# Marlboro 500 1999
Marlboro 500 1999 var ett race som var den tjugonde och avslutande omgången av CART World Series 1999. Tävlingen kördes den 31 oktober på California Speedway.

## Tävlingen
Säsongen fick ett traumatiskt slut, då Greg Moore, en av serien mest populära och kända förare, dödskraschade på det tionde varvet. Han hade missat kvalet, efter att ha ådragit sig en skada efter att ha kraschat med en snöskoter i hemlandet Kanada, men insisterade på att starta racet. Han flög fram i början, och kom ända upp till mittfältet efter bara fem minuters körning. Han gick upp på ovansidan av banans banking, men det blev för trångt med fyra bilar i bredd, och Moore flög rakt över banan ned i muren på insidan. Smällen var så hård att bilen brast itu, och gick i flera delar. Med bättre säkerhet och en starkare mur hade förmodligen överlevnadscellen hållit, och utgången hade kunnat bli bättre. Som det var avled Moore i stort sett omedelbart av skadorna på inre organ, samt huvudskadorna han ådrog sig. 
I skuggan av detta säkrade Juan Pablo Montoya titeln, då han kom i mål som fyra. Adrián Fernández vann, men deklarerade vinsten som "meningslös" på den efterföljande presskonferensen. Dario Franchitti förlorade mästerskapstiteln på mindre delsegrar än Montoya, men det var inte det han i första hand tänkte på. Han sa i TV efteråt att "idag har jag förlorat min bästa vän. Inget annat betyder något idag".

## Slutresultat
| Plats | Förare               | Team                    | Grid | Kvaltid |
| ----- | -------------------- | ----------------------- | ---- | ------- |
| 1     | Adrián Fernández     | Patrick Racing          | 13   | 31,412  |
| 2     | Max Papis            | Team Rahal              | 2    | 31,143  |
| 3     | Christian Fittipaldi | Newman/Haas Racing      | 9    | 31,351  |
| 4     | Juan Pablo Montoya   | Chip Ganassi Racing     | 3    | 31,182  |
| 5     | Jimmy Vasser         | Chip Ganassi Racing     | 4    | 31,207  |
| 6     | Maurício Gugelmin    | PacWest Racing          | 17   | 31,462  |
| 7     | Al Unser Jr.         | Marlboro Team Penske    | 10   | 31,363  |
| 8     | Tony Kanaan          | Forsythe Racing         | 19   | 31,612  |
| 9     | Gil de Ferran        | Walker Racing           | 12   | 31,388  |
| 10    | Dario Franchitti     | Team KOOL Green         | 8    | 31,326  |
| 11    | Robby Gordon         | Team Gordon             | 15   | 31,432  |
| 12    | P.J. Jones           | Patrick Racing          | 23   | 31,835  |
| 13    | Michel Jourdain Jr.  | Payton/Coyne Racing     | 26   | 32,250  |
| 14    | Bryan Herta          | Team Rahal              | 5    | 31,227  |
| 15    | Dennis Vitolo        | Payton/Coyne Racing     | 24   | 32,020  |
| 16    | Mark Blundell        | PacWest Racing          | 18   | 31,500  |
| 17    | Raul Boesel          | All American Racing     | 25   | 32,159  |
| 18    | Paul Tracy           | Team KOOL Green         | 19   | 31,612  |
| 19    | Naoki Hattori        | Walker Racing           | 22   | 31,831  |
| 20    | Hélio Castroneves    | Hogan Racing            | 20   | 31,635  |
| 21    | Michael Andretti     | Newman/Haas Racing      | 6    | 31,315  |
| 22    | Scott Pruett         | Arciero-Wells Racing    | 1    | 31,030  |
| 23    | Cristiano da Matta   | Arciero-Wells Racing    | 16   | 31,435  |
| 24    | Alex Barron          | Marlboro Team Penske    | 14   | 31,429  |
| 25    | Patrick Carpentier   | Forsythe Racing         | 7    | 31,319  |
| 26    | Greg Moore           | Forsythe Racing         | 27   | -       |
| 27    | Richie Hearn         | Della Penna Motorsports | 21   | 31,713  |